# H-4'Irwaished
H-4'Irwaished är en flygplats i Jordanien.   Den ligger i guvernementet Mafraq, i den nordöstra delen av landet, 220 km öster om huvudstaden Amman. H-4'Irwaished ligger 685 meter över havet.
Terrängen runt H-4'Irwaished är platt. Runt H-4'Irwaished är det mycket glesbefolkat, med 5 invånare per kvadratkilometer. Trakten runt H-4'Irwaished är ofruktbar med lite eller ingen växtlighet.